# Frankowski Potok
Frankowski Potok (słow. Frankovský potok) – potok, dopływ Osturniańskiego Potoku (Osturniansky potok) na Słowacji. Znajduje się w dorzeczu Dunajca. Ma źródła na wysokości ok. 1000 m n.p.m. pod północnymi stokami Magurki w grzbiecie głównym Magury Spiskiej. Spływa w północno-wschodnim kierunku głęboką doliną pomiędzy północno-wschodnim grzbietem Magurki oraz drugim, krótszym Pośrednim Grzbietem (Stredný hrebeň). W słowackiej miejscowości Frankówka (Malá Franková) łączy się z drugim potokiem spływającym doliną po drugiej stronie Pośredniego Grzbietu. Od tego miejsca spływa w północnym kierunku. W sąsiedniej miejscowości Frankowa (Veľká Franková) zmienia kierunek na północno-zachodni i uchodzi do Osturniańskiego Potoku.
W obrębie miejscowości Frankówka potok spływa betonowym korytem, wzdłuż którego prowadzi szosa. Również w obrębie Frankowej potok jest regulowany hydrotechnicznie.